# Alija Moldagulowa

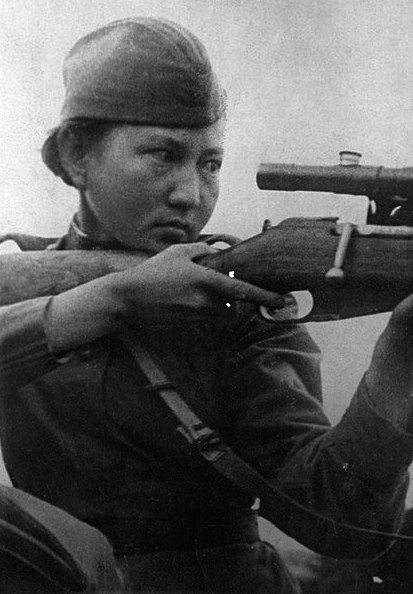

Alija Moldagulowa (kasachisch-kyrillisch Әлия Нұрмұхамедқызы Молдағұлова; russisch Алия́ Нурмухамбе́товна Молдагу́лова; * 25. Oktober 1925 in Bulak Hobdinsk, Aqtöbe, Kasachische SSR; † 14. Januar 1944 in Nowosokolniki, Oblast Pskow) war eine sowjetische Soldatin. Sie wurde für ihren Einsatz als Scharfschützin im Zweiten Weltkrieg als „Heldin der Sowjetunion“ ausgezeichnet und war damit neben Manschuk Mametowa die einzige zentralasiatische Frau, die diese Auszeichnung erhielt.

## Leben
Moldagulowa verlor ihre Eltern als Kind und wuchs in der Familie ihres Onkels auf. Die Familie des Onkels zog 1935 zunächst nach Moskau und dann nach Leningrad, wo der Onkel sie 1939 in ein Kinderheim gab. Im März 1942 wurde das Kinderheim aufgrund von Bombenangriffen in ein Dorf im Oblast Jaroslawl evakuiert. Im Oktober 1942 begann sie eine Ausbildung als Fliegerin, meldete sich jedoch bereits drei Monate später freiwillig zum Dienst in der Roten Arme.
Im Mai 1943 war sie eine der ersten, die in der neuen Ausbildungsstätte für Scharfschützinnen in Moskau ausgebildet wurden. Zwei Monate später trat sie mit Kolleginnen aus der Scharfschützinnen-Akademie der 54. Infanterie der 22. Armee an der 2. Baltischen Front bei. Während ihres Dienstes tötete sie nach einigen Angaben 78 Soldaten und Offiziere der Wehrmacht, nach anderen 91. Im Januar 1944 wurde sie bei einem Nahkampf in Nowosokolniki verwundet und erlag einer zweiten Wunde.

## Würdigungen
Am 4. Juni 1944 wurde ihr posthum der Titel „Heldin der Sowjetunion“ verliehen. Ebenfalls nach ihrem Tod erhielt sie den Leninorden.
Kasachstan gab 1995 anlässlich des 50-jährigen Jubiläums des Tages des Sieges eine Briefmarke mit ihrem Bildnis heraus. Unter anderem in Astana und in Nowosokolniki gibt es ihr zu Ehren Statuen.

## Verfilmung
Der Film Scharfschützen (1986) unter der Regie von Bolotbek Schamschijew ist eine Verfilmung von Moldagulowas Leben. Sie wird darin von der Schauspielerin Aiturgan Temirowa dargestellt.